# Bob Feerick
Robert Joseph „Bob” Feerick (ur. 2 stycznia 1920 w San Francisco, zm. 6 czerwca 1976 w San Francisco) – amerykański koszykarz oraz trener. Finalista BAA (1949), wielokrotnie wybierany do składów najlepszych zawodników BAA.
Po ukończeniu szkoły średniej Feerick podjął studia na Santa Clara University. Stał się tam częścią zespołu nazywanego potocznie „Magicians of the Maplewood” wraz z zawodnikami tj. Bruce Hale, Ralph Giannini, Marty Passaglia i Jim Rickert. W 1942 roku został wybrany do składu All-America. Zaraz po ukończeniu uczelni rozpoczął występy w lidze AAU (Amateur Athletic Union) dla zespołu z Oakland. Dotarł z nim do finałów ligi.
W 1943 roku został powołany do odbycia obowiązkowej służby wojskowej w ramach II wojny światowej. Przydzielono go do jednostki Naval Station, stacjonującej w Norfolk. Przez dwa lata występował w reprezentacji koszykarskiej jednostki. W tym czasie byli oni najlepszą drużyną wojskową w lidze, legitymując się bilansem 57-10.
Po zakończeniu wojny Feerick rozpoczął w końcu swoją karierę zawodową. Podpisał umowę z zespołem Oshkosh All-Stars, występującym w lidze NBL (National Basketball League). W swoim debiutanckim sezonie notował średnio 9.5 punktu. All-Stars awansowali do play-off z wynikiem 19-15, po czym odpadli w finale dywizji zachodniej za sprawą Sheboygan Red Skins, przegrywając 2-3.
Drużyna z Oshkosh wzięła także udział w turnieju World Professional, w 1946 roku. Była to impreza mająca na celu wyłonić najlepszy zespół koszykarski w USA. Odbywała się cyklicznie w Chicago. W półfinałach All-Stars wyeliminowali (72-66) lokalnych faworytów, prowadzonych przez George’a Mikana Chicago American Gears. Feerick zdobył w tym spotkaniu 22 punkty, a wygrana zapewniła im awans do ścisłego finału. Ich rywalem okazali się Fort Wayne Zollner Pistons. Leroy Edwards zdobył 24 punkty, Feerick dołożył 19, jednak nie wystarczyło to do wygranej. Pistons pokonali All-Stars 73-57. Na pocieszenie Edwards i Feerick zostali zaliczeni do pierwszego składu najlepszych zawodników turnieju, natomiast ich kolega z drużyny Bob Carpenter znalazł się w drugim składzie.
W kolejnym sezonie Feerick dołączył do nowo powstałej ligi Basketball Association of America, stając się jedną z jej pierwszych gwiazd. W 1947 roku zajął drugie miejsce na liście najlepszych strzelców, ze średnią 16,8 punktu, tuż za Joe Fulksem (23,1), czwarte pod względem skuteczności rzutów wolnych oraz pierwsze w skuteczności rzutów z gry. Zaowocowało to wyborem do pierwszego składu najlepszych zawodników ligi. Capitols uzyskali najlepszy w lidze rezultat 49-11, w półfinałach ligi zostali wyeliminowani przez Chicago Stags 4-2.
Podczas rozgrywek 1947/48 drużyna Capitols uzyskała rezultat 28-20, który okazał się ex-aequo drugim najlepszym rezultatem w lidze, ale dopiero czwartym w dywizji zachodniej. Na taki stan rzeczy wpływ miały bezpośrednie konfrontacje zespołów z tej samej dywizji. Feerick notował 16,1 punktu co zapewniło mu czwartą lokatę w lidze, był drugi pod względem skuteczności rzutów z gry (34%) oraz pierwszy w skuteczności egzekwowania rzutów wolnych (78,7%). Po raz drugi z rzędu znalazł się też w All-BAA First Team. Capitols przegrali z Chicago Stags rundę eliminacyjną, decydującą o rozstawieniu w play-off.
Drużyna z Waszyngtonu wygrała dywizję wschodnią (38-22) w sezonie zasadniczym 1948/48. Feerick uzyskiwał 13 punktów na mecz, zostając po raz kolejny liderem ligi w skuteczności rzutów z wolnych. Po zakończeniu rozgrywek regularnych został wyróżniony wyborem do drugiej piątki najlepszych zawodników BAA. W półfinałach Capitols wyeliminowali Philadelphia Warriors 2-0, a następnie New York Knicks 2-1, co zapewniło im awans do finału. Tam zmuszeni byli uznać wyższość prowadzonych przez Mikana Minneapolis Lakers, ulegając im w stosunku 2-4.
Przed rozpoczęciem swojego ostatniego sezonu na zawodowych parkietach Feerick został poproszony o objęcie funkcji głównego trenera Capitols, na co przystał. Jako grający trener notował 8,1 punktu, a jego zespół uzyskał bilans 32-36. Już w pierwszej rundzie rozgrywek posezonowych rewanż za ubiegłoroczną porażkę zdecydowali się wziąć New York Knicks (2-0), niwecząc tym samym dalsze plany graczy ze stolicy. Po tym sezonie Feerick zdecydował się zawiesić buty na kołu i poświęcić w pełni wyłącznie trenowaniu.
W 1950 roku objął stanowisko głównego trenera na swoje byłej uczelni Santa Clara University. W trakcie kolejnych 12 lat poprowadził Broncos do NCAA Sweet Sixteen (1960), dwukrotnie do NCAA Elite Eight (1953-54) oraz raz do NCAA Final Four (1952). W tym czasie trzykrotnie otrzymywał tytuł West Coast Conference Coach of the Year. Przez jeden sezon prowadził również San Francisco Warriors.
W 1971 roku znalazł się wśród nominowanych do NBA 25th Anniversary Team, przy okazji obchodów 25-lecia NBA. Nie został ostatecznie wybrany do grona 10 najlepszych zawodników pierwszego ćwierćwiecza istnienia ligi. W 2004 roku zaliczono go natomiast do Bay Area Sports Hall of Fame’s Legends Wing

## Osiągnięcia

### NBL
- Finalista turnieju World Professional Basketball (1946)
- Zaliczony do I składu turnieju World Professional Basketball (1946)

### BAA
- Finalista BAA (1949)[1]
- Wybrany do:
  - I składu BAA (1947–48)[8]
  - II składu BAA (1949)[8]
- Lider BAA w skuteczności rzutów:
  - wolnych (1948, 1949)[5][6]
- z gry (1947)[4]

### Trenerskie
- NCAA Final Four (1952)[2]
- 3-krotny trener roku konferencji West Coast NCAA[2]